# Loaghtan manés

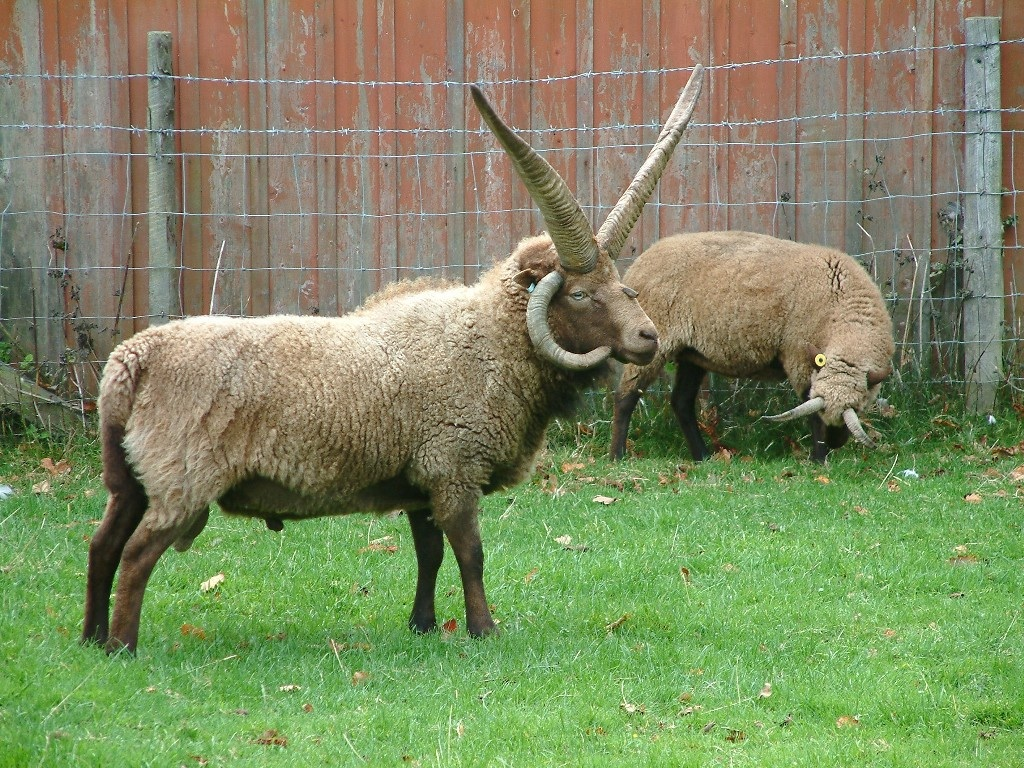
Loaghtan manés en el Museo de la Vida Rural en Ramsey, Isla de Man.

El loaghtan manés es una raza de borrego (Ovis aries) nativa a la isla de Man. Su nombre es a veces escrito como Loaghtyn o Loghtan. La lana de color café oscuro y sus cuatro, o incluso seis, cuernos son característicos del loaghtan.
El loaghtan manés es descendiente de los borregos primitivos originarios de Escocia y las islas Hébridas y Shetland. Es también una de las razas de borrego de cola corta europeas. La palabra loaghtan viene del manés lugh dhoan que quiere decir ratón-café y describe el color del borrego. La raza se cría principalmente por su carne, que es considerada una delicia. Recientemente ha sido reconocido y protegido por la Unión Europea bajo el esquema de Protección de Designación de Origen, que requiere que ciertos productos sean originarios de un lugar en específico, como es el caso del champán.

## Apariencia
Es pequeño, sin lana en la cara o las patas. La cara y las patas son de color marrón oscuro. Se encuentran con cuatro o seis cuernos. Los cuernos son generalmente pequeños en las hembras, pero son considerablemente más grandes y más fuertes en los machos. 
El Loaghtan se cría como un manjar en la Isla de Man, con sólo dos fincas en la isla principal de producción de la carne. En la actualidad[¿cuándo?] hay muchas explotaciones en el Reino Unido que también se reproducen Loaghtans, incluyendo algunas granjas con más de cien ovejas, como, por ejemplo, el Rebaño en Fowlescombe (Devon).[cita requerida] Esta carne se considera un bocado gourmet apreciado.[cita requerida] La lana es muy apreciada por los tejedores artesanales por ser suave y tener un color café intenso.
La fiebre aftosa nunca llegó a la isla, por lo que esta continuó con las exportaciones de la carne de esta raza ovina al continente de Europa.
El Loaghtan se cree que es el pariente más cercano de las ovejas Jersey, ahora extintas. En 2008 el 
Fondo Nacional para Jersey comenzó un programa de reintroducción de Loaghtans en las tierras de pastoreo de la costa de esa isla (Jersey), como método tradicional de control de la vegetación.